# Sunset Sound Recorders

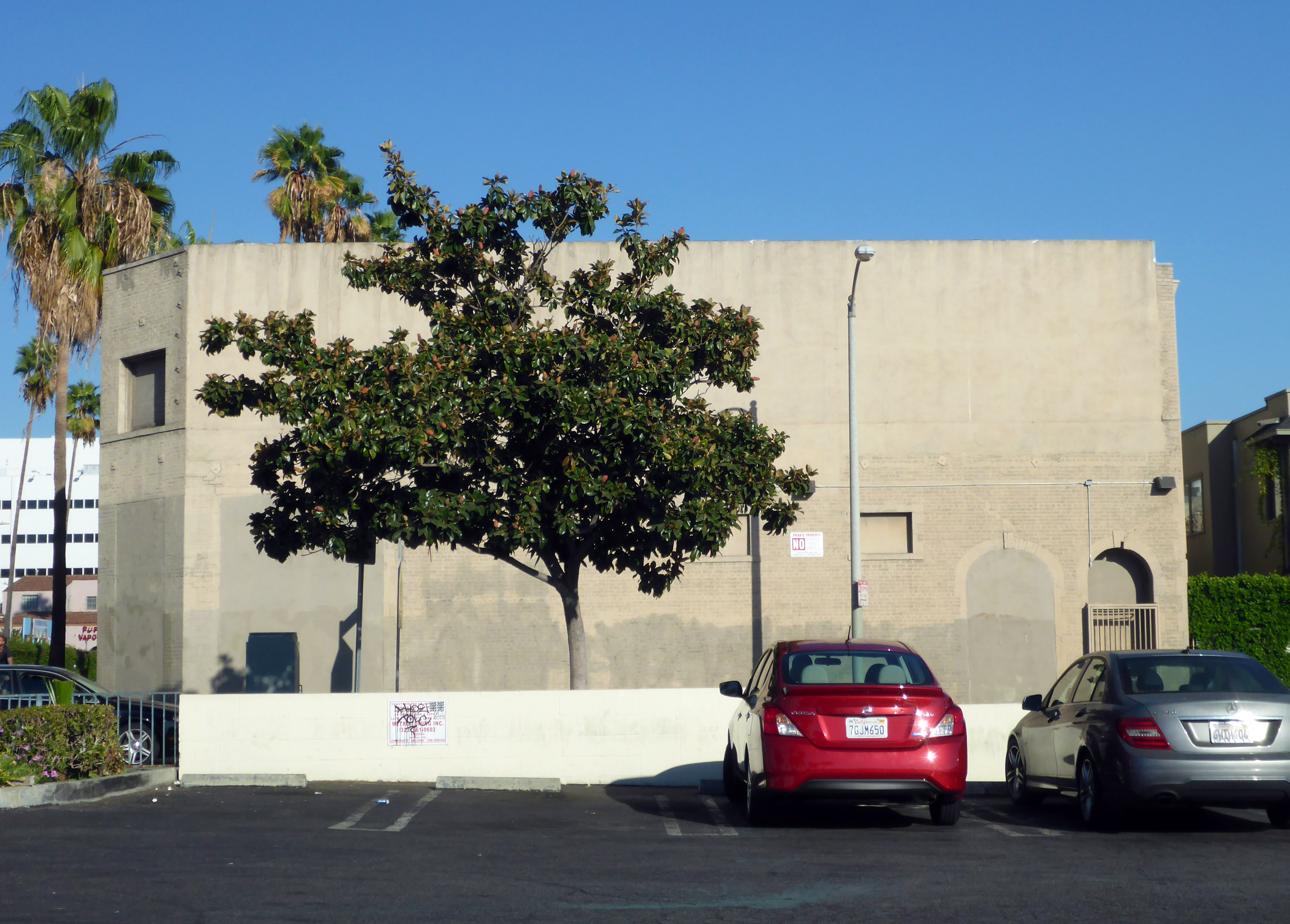
Sunset Sound Recorders в Голливуде

Sunset Sound Recorders — студия звукозаписи, расположенная в Голливуде, Калифорния, США по адресу Бульвар Сансет 6650.
Комплекс Sunset Sound Recorders был построен директором по звукозаписи компании Walt Disney, Тутти Камаротом из коллекции старых коммерческих и жилых помещений. По личной просьбе самого Диснея Камарота приступил к проекту в 1958 году, начав с бывшей станции технического обслуживания, наклонный пол которой планировалось использовать для уменьшения нежелательного воздействия стоячих волн. Вскоре аудиодорожки для многих ранних фильмов Дисней, таких как «Набалдашник и метла», «Мэри Поппинс» и «101 далматинец», были записаны на этой студии.
На студии Sunset Sound было записано свыше 200 золотых пластинок, включая Purple Rain Принса, Exile on Main St. the Rolling Stones, Pet Sounds the Beach Boys, Don’t Cry Now Линды Ронстадт, часть Chinese Democracy Guns N’ Roses, посмертный альбом Дженис Джоплин Pearl, а также хит-альбомы Элтона Джона, Led Zeppelin и Van Halen. В дополнение The Doors записали свои первые два альбома, The Doors и Strange Days, на этой студии.